# Hiroe Yuki
Hiroe Yuki –en japonés, 湯木博恵, Yuki Hiroe– (Hiroshima, 15 de noviembre de 1948–Tokio, 7 de septiembre de 2011) fue una deportista japonesa que compitió en bádminton. Ganó una medalla de bronce en el Campeonato Mundial de Bádminton de 1977, en la prueba individual.

## Palmarés internacional
| Campeonato Mundial | Campeonato Mundial | Campeonato Mundial | Campeonato Mundial |
| Año                | Lugar              | Medalla            | Prueba             |
| ------------------ | ------------------ | ------------------ | ------------------ |
| 1977               | Malmö (Suecia)     | Medalla de bronce  | Individual         |